# Заимка (Юрьянский район)
Заимка — упразднённая в 2018 году деревня в Юрьянском районе Кировской области России. Входила в состав Верховинского сельского поселения.

## География
Деревня находилась на севере центральной части области, в подзоне средней тайги, на расстоянии приблизительно 20 километров (по прямой) на север-северо-запад от посёлка городского типа Юрья, административного центра района.

## Климат
Климат характеризуется как континентальный, умеренно холодный. Среднегодовая температура — 1,5 °C. Средняя температура воздуха самого холодного месяца (января) составляет −14,2 °C (абсолютный минимум — −47 °С); самого тёплого месяца (июля) — 17,8 °C (абсолютный максимум — 37 °С). Безморозный период длится в течение 103—110 дней. Годовое количество атмосферных осадков — 583—621 мм. Снежный покров держится в течение 168—172 дней.

## История
Известна с 1873 года, когда здесь (группа Чигарских починков) было отмечено дворов 148 и жителей 319, в 1905 18 и 117, в 1926 21 и 109, в 1950 19 и 82 соответственно, в 1989 году оставалось 5 жителей.
Снята с учёта 21.12.2018.

## Население
| 2010 |
| ---- |
| 0    |

### Национальный состав
Согласно результатам переписи 2002 года в деревне проживал один житель русской национальности.

## Транспорт
Лесная дорога. В «Списке населённых мест Вятской губернии 1859—1873 гг.» описана как стоящая «по торговой дороге, лежащей по правому берегу р. Великой, из г. Орлова до Быковской пристани».